# Tirreno-Adriático 1977
La XII edición de la Tirreno-Adriático se disputó entre el 12 y el 16 de marzo de 1977 con un recorrido de 808 kilómetros con salida en Ferentino y llegada a San Benedetto del Tronto. El ganador de la carrera fue el belga Roger de Vlaeminck del Brooklyn. Ésta sería la sexta victoria en esta carrera de Vlaeminck de las seis que conseguiría de forma consecutiva. 

## Etapas
| Etapa | Fecha       | Recorrido                             | km    | Ganador            | Líder              |
| ----- | ----------- | ------------------------------------- | ----- | ------------------ | ------------------ |
| 1ª    | 12 de marzo | Ferentino - Santa Serena              | 182,5 | Alfio Vandi        | Alfio Vandi        |
| 2ª    | 13 de marzo | Cassino - Paglieta                    | 242,0 | Roger de Vlaeminck | Roger de Vlaeminck |
| 3ª    | 14 de marzo | Paglieta - Coll de San Giacomo        | 172,0 | Roger de Vlaeminck | Roger de Vlaeminck |
| 4ª    | 15 de marzo | Ascoli Piceno - Civitanova Marche     | 194,0 | Rik van Linden     | Roger de Vlaeminck |
| 5ª    | 16 de marzo | S.B del Tronto - S.B del Tronto (CRI) | 18,0  | Knut Knudsen       | Roger de Vlaeminck |

## Clasificaciones finales

### General
| Posición | Ciclista                 | Equipo         | Tiempo      |
| -------- | ------------------------ | -------------- | ----------- |
| 1        | Roger de Vlaeminck       | Brooklyn       | 22h 06' 32" |
| 2        | Francesco Moser          | Sanson         | + 05"       |
| 3        | Giuseppe Saronni         | Scic           | + 32"       |
| 4        | Alfio Vandi              | Magniflex      | + 58"       |
| 5        | Josef Fuchs              | Sanson         | + 1' 46"    |
| 6        | Gianbattista Baronchelli | Scic           | + 1' 55"    |
| 7        | Claudio Bortolotto       | Sanson         | + 2' 08"    |
| 8        | Giovanni Battaglin       | Jolly Ceramica | + 2' 09"    |
| 9        | Wladimiro Panizza        | Scic           | + 2' 14"    |
| 10       | Remo Rocchia             | Vibor          | + 2' 24"    |